# Università di São Tomé e Príncipe
L'Università di São Tomé e Príncipe è l'unica università su base pubblica di São Tomé e Príncipe, fondata nel 2014.
È la principale istituzione del Paese dedicata alla formazione degli insegnanti e alla ricerca.

## Storia
L'università è sorta nel 2014 dall'unione di tre scuole di istruzione superiore: ISP (Instituto Superior Politécnico de São Tomé e Príncipe, anche noto come ISPSTP), EFOPE (Escola de Formação de Professores e Educadores) e ICS (Instituto de Ciências de Saúde). Alla cerimonia di insediamento, il Ministro dell'Istruzione, della Cultura e della Formazione, Jorge Lopes Bom Jesus, ha insediato il professor Peregrino do Sacramento da Costa come rettore della nuova università. 
Due istituzioni brasiliane hanno sostenuto il progetto sin dal suo inizio nel 2012: la Unilab e l'Università federale del Minas Gerais (UFMG). Nel settembre 2015 è stata annunciata la creazione di un corso di tedesco presso l'UPSTP con il sostegno del Goethe Institute e del German Academy Exchange Service e in collaborazione con l'Università di Münster.